# Return of the Swarm, Vol. 5
Return of the Swarm, Vol. 5 to kompilacyjny album amerykańskiej grupy hip-hopowej Wu-Tang Clan, wydany 9 lutego 2008 roku nakładem 101 Distribution.

## Lista utworów
1. Watch Your Mouth
2. Amsterdam
3. Return of Theodore Unit
4. Hidden Darts
5. Shakey Dog [Remix]
6. Chunky
7. Murda Goons
8. Fly Poetry
9. I'll Kill You
10. Heroin Only
11. My Corner
12. Blu Eagle
13. Legal Coke
14. Cuban Chronicles
15. All I Want Is Mine
16. Make a Move
17. Dirty Mef
18. New York New York
19. Fuck U Mon
20. It's Like That
21. All in Together Now
22. Cameo Afro
23. Coochie
24. Skrilla
25. Pass the Bone [Remix]
26. Ringing Bells
27. Take Sword Pt. 1
28. King Toast Queen